# 赫苏斯·奥拉利亚
赫苏斯·奥拉利亚（西班牙語：Jesús Olalla，1971年7月15日—），西班牙男子手球运动员。他曾代表西班牙国家队参加1996年和2000年夏季奥林匹克运动会手球比赛，获得二枚铜牌。